# Añe
Añe – gmina w Hiszpanii, w prowincji Segowia, w Kastylii i León, o powierzchni 11,62 km². W 2011 roku gmina liczyła 107 mieszkańców.